# Pevnost (film, 1994)
Pevnost je černobílý dramatický film Drahomíry Vihanové z roku 1994 vyrobený v koprodukci ČR-Francie. Délka filmu je 96 minut.

## Základní údaje
- Námět: Alexandr Kliment, Josef Hora
- Scénář: Alexandr Kliment, Drahomíra Vihanová
- Režie: Drahomíra Vihanová
- Hrají: György Cserhalmi, Miroslav Donutil, Josef Kemr, Zuzana Kocúriková, Jan Schmid, Ilja Prachař

Film byl natáčen na Novém Hradě v Jimlíně.